# KV Tirana
KV Tirana (albanska: Klubi i Volejbollit Tirana) är volleybollsektionen av SK Tirana. Damlaget har blivit albanska mästare 20 gånger och vunnit albanska cupen 11 gånger. Herrlaget har blivit albanska mästare 9 gånger och vunnit albanska cupen 8 gånger.